# Jiga (socken i Kina, Tibet)
Jiga (kinesiska: 给嘎, 给嘎乡) är en socken i Kina. Den ligger i den autonoma regionen Tibet, i den sydvästra delen av landet, omkring 290 kilometer öster om regionhuvudstaden Lhasa.